# Nowa Ruska Wieś
Nowa Ruska Wieś (dawniej niem. Neu Reuschendorf) – osada w Polsce w województwie warmińsko-mazurskim, w powiecie mrągowskim, sołectwo Rydwągi, gmina Mrągowo.

## Historia
Około 1850 r. w obrębie wsi Ruska Wieś po separacji gruntów powstało wybudowanie, nazwane Nową Ruską Wsią (Neu Reuschendorf), później traktowane jako osobna osada. W okresie międzywojennym (pierwsza połowa XX w.) właściciele gospodarstwa (oasy) był Jatzkowski, który prowadził księgi rodowe swego stada krów). 
Osada Nowa Ruska Wieś w spisach urzędowych z 1973 r. należy do sołectwa Ruska Wieś.
Wybudowanie - tak na Mazurach nazywano kolonie, zagrody wybudowane poza wsią, powstawały po separacji gruntów.